# Liste der Biografien/Saw
Liste der Biografien |
Portal Biografien |
Personensuche
# |
A |
B |
C |
D |
E |
F |
G |
H |
I |
J |
K |
L |
M |
N |
O |
P |
Q |
R |
S |
T |
U |
V |
W |
X |
Y |
Z |
?
 
Sa |
Sb |
Sc |
Sd |
Se |
Sf |
Sg |
Sh |
Si |
Sj |
Sk |
Sl |
Sm |
Sn |
So |
Sp |
Sq |
Sr |
Ss |
St |
Su |
Sv |
Sw |
Sy |
Sz
 
Saa |
Sab |
Sac |
Sad |
Sae |
Saf |
Sag |
Sah |
Sai |
Saj |
Sak |
Sal |
Sam |
San |
Sao |
Sap |
Saq |
Sar |
Sas |
Sat |
Sau |
Sav |
Saw |
Sax |
Say |
Saz
Die Liste der Biografien führt alle Personen auf, die in der deutschsprachigen Wikipedia einen Artikel haben. Dieses ist eine Teilliste mit 323 Einträgen von Personen, deren Namen mit den Buchstaben „Saw“ beginnt.

## Saw
- Saw Ba U Gyi (1905–1950), birmanischer Politiker, Jurist und erste Präsident der Karen National Union
- Saw Gawdy, John (* 1955), myanmarischer römisch-katholischer Geistlicher und Bischof von Taungngu
- Saw Min Thide, Justin (* 1951), myanmarischer Geistlicher, römisch-katholischer Bischof von Hpa-an
- Saw Naing Moe Aung (* 1994), myanmarischer Fußballspieler
- Saw Naw Aye, Noel (* 1969), myanmarischer römisch-katholischer Geistlicher, Weihbischof in Yangon
- Saw Po Ray, Raymond (1948–2025), myanmarischer Geistlicher, römisch-katholischer Bischof von Mawlamyine
- Saw Swee Leong (* 1955), malaysischer Badmintonspieler
- Saw Yaw Han, John (* 1968), myanmarischer römisch-katholischer Geistlicher und Bischof von Kengtung
- Saw, Maung (1928–1997), myanmarischer Politiker, Ministerpräsident von Myanmar

### Sawa
- Sawa (* 1938), polnischer Geistlicher, Metropolit von Warschau und ganz Polen der Polnisch-Orthodoxen Kirche
- Sawa, Devon (* 1978), kanadischer SchauspielerDevon Sawa (* 1978)

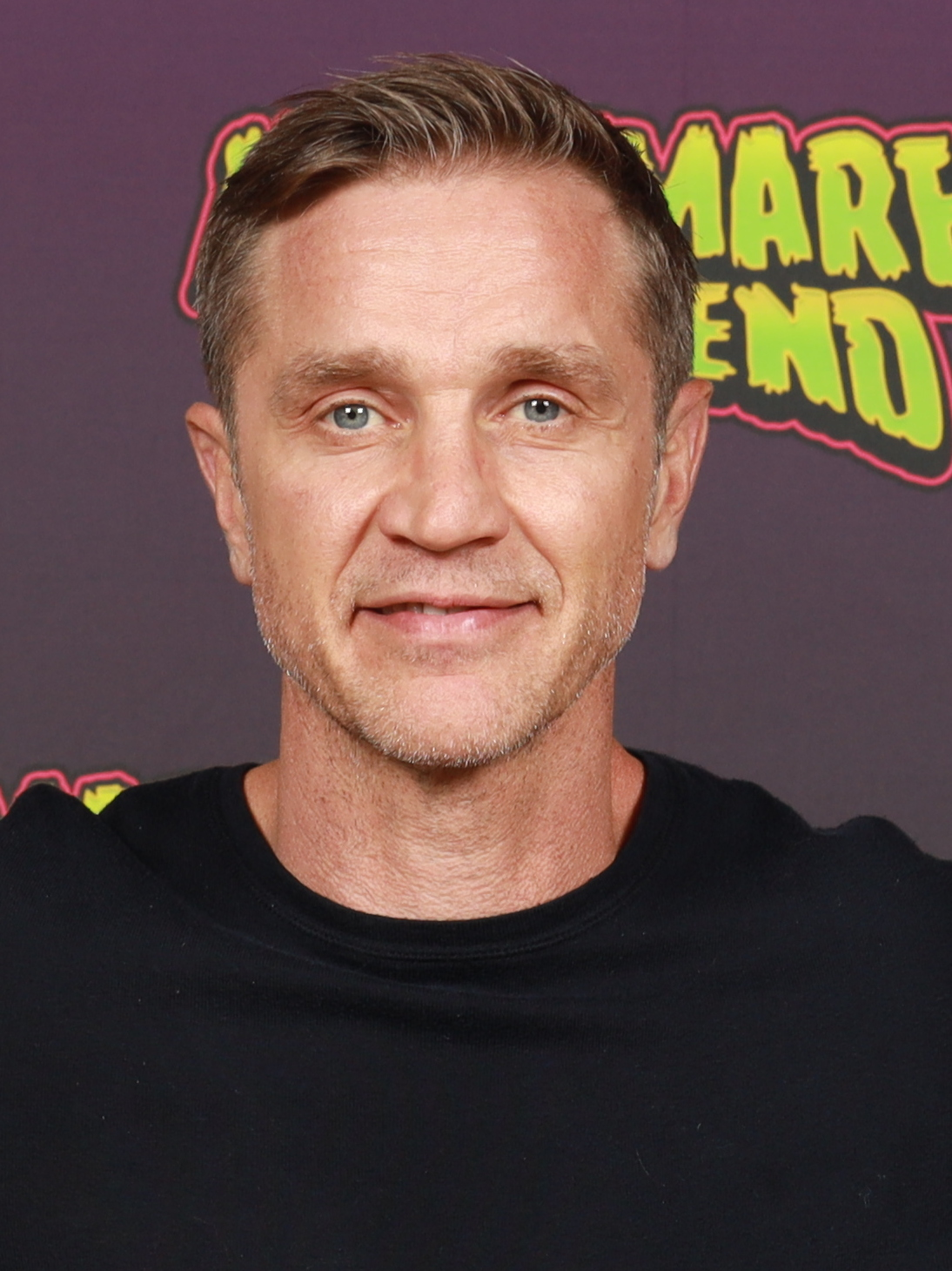
Devon Sawa (* 1978)

- Sawa, Homare (* 1978), japanische Fußballspielerin
- Sawa, Janan (* 1956), irakischer Sänger aus dem Irak
- Sawa, Keita (* 1976), japanischer Automobilrennfahrer
- Sawa, Masakatsu (* 1983), japanischer Fußballspieler
- Sawa, Morino (1890–1933), erste japanische Schulinspektorin des Kultusministeriums
- Sawa, Nobuyoshi (1836–1873), japanischer Beamter
- Sawachi, Hisae (* 1930), japanische Sachbuchautorin
- Sawada, Bunkichi (1920–2006), japanischer Stabhochspringer und Zehnkämpfer
- Sawada, Hiroyuki (* 1974), japanischer Fußballspieler
- Sawada, Hisayoshi (* 1947), japanischer Skispringer
- Sawada, Ikune (* 1936), japanisch-amerikanischer Maler, Keramiker, Gärtner und Bonsai-Meister
- Sawada, Kazuki (* 1982), japanischer Fußballspieler
- Sawada, Kenta (* 2000), japanischer Fußballspieler
- Sawada, Kentarō (* 1970), japanischer Fußballspieler
- Sawada, Kyōichi (1936–1970), japanischer Fotograf
- Sawada, Miki (1901–1980), japanische Humanistin
- Sawada, Mysayoshi, japanischer Skispringer
- Sawada, Raymond (1985–2023), kanadischer Eishockeyspieler
- Sawada, Seikō (1894–1988), japanischer Bildhauer
- Sawada, Shigeru (1887–1980), japanischer Generalleutnant und stellvertretender Generalstabschef
- Sawada, Shōjirō (1892–1929), japanischer Autor und Schauspieler
- Sawada, Shungo (1930–2006), japanischer Jazzmusiker (Gitarre)
- Sawada, Taiji (1966–2011), japanischer J-Rock-Musiker, Bassist
- Sawada, Takashi (* 1991), japanischer Fußballspieler
- Sawada, Tomoko (* 1977), japanische Fotografin
- Sawada, Toshio (1919–2017), japanischer Fachmann für landwirtschaftliches Bauwesen
- Sawada, Tsutomu, japanischer Badmintonspieler
- Sawade, Annette (* 1953), deutsche Politikerin (SPD), MdB
- Sawade, Harald (1914–1967), deutscher Schauspieler
- Sawade, Jürgen (1937–2015), deutscher Architekt
- Sawade, Richard (1868–1947), deutscher Dompteur und Generaldirektor
- Sawadogo, Abdoul Wahab (* 1974), burkinischer Radrennfahrer
- Sawadogo, Adama (* 1990), burkinischer Fußballspieler
- Sawadogo, Bienvenu (* 1995), burkinischer Hürdenläufer
- Sawadogo, Clément (* 1960), burkinischer Politiker
- Sawadogo, Gueswendé (* 1977), burkinischer Radrennfahrer
- Sawadogo, Houdo (* 1982), burkinischer Radrennfahrer
- Sawadogo, Issaka (* 1966), burkinisch-norwegischer Schauspieler, Tänzer, Musiker und Regisseur
- Sawadogo, Mahamadi (* 1976), burkinischer Straßenradrennfahrer
- Sawadogo, Malik (* 2003), Schweizer Fussballspieler
- Sawadogo, Maurice (* 1965), burkinesischer Radrennfahrer
- Sawadogo, Sylvie (* 1999), burkinische Dreispringerin
- Sawadogo, Yacouba (1946–2023), burkinischer Landwirt
- Sawadowskaja, Jekaterina Konstantinowna (1913–2004), sowjetische bzw. russische Physikerin und Hochschullehrerin
- Sawadowski, Boris Michailowitsch (1895–1951), russischer Biologe, Physiologe und Hochschullehrer
- Sawadowski, Michail Michailowitsch (1891–1957), sowjetischer Biologe, Genetiker und Hochschullehrer
- Sawadowski, Pjotr Wassiljewitsch (1739–1812), russischer Offizier und Staatsmann
- Sawadski, Dsmitryj (1972–2000), belarussischer Kameramann
- Sawadski, Edwald Abramowitsch (1927–2005), russisch-ukrainischer Festkörperphysiker
- Sawadskyj, Dmytro (* 1988), ukrainischer Badmintonspieler
- Sawaf, Nikolaki (* 1943), syrischer Geistlicher, emeritierter melkitisch griechisch-katholischer Erzbischof von Latakia
- Sawagata, Setsu, japanischer Fußballspieler
- Sawaguchi, Masahiko (* 1985), japanischer Fußballspieler
- Sawahn, Anke (* 1943), deutsche Germanistin und Historikerin
- Sawai, Anna (* 1992), japanische Sängerin und SchauspielerinAnna Sawai (* 1992)

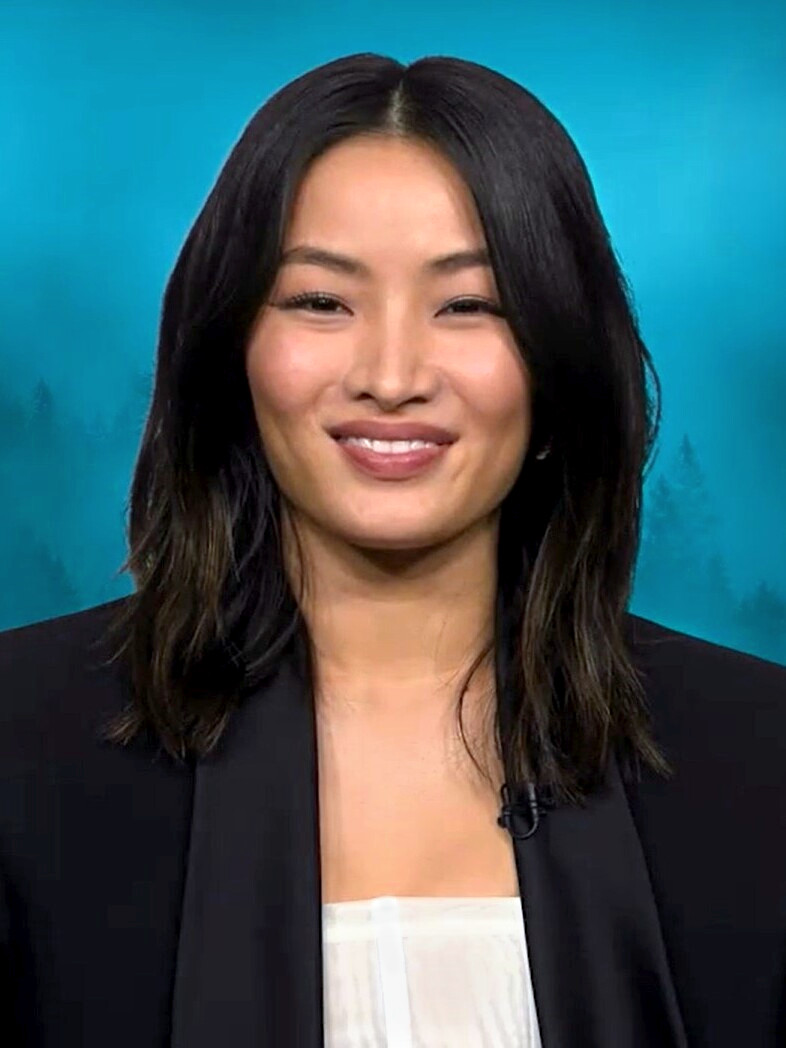
Anna Sawai (* 1992)

- Sawai, Ken’ichi (1903–1988), japanischer Kampfkunstexperte
- Sawai, Miyū (* 1987), japanisches Model, Schauspielerin und Idol
- Sawai, Naoto (* 1995), japanischer Fußballspieler
- Sawairi, Shigeo (* 1963), japanischer Fußballspieler
- Sawajiri, Erika (* 1986), japanische Schauspielerin
- Sawakami, Ryūji (* 1993), japanischer Fußballspieler
- Sawaki, Kin’ichi (1919–2001), japanischer Schriftsteller
- Sawaki, Kōdō (1880–1965), japanischer Zenmeister
- Sawalha, Julia (* 1968), britische Schauspielerin
- Sawalha, Nadim (* 1935), britisch-jordanischer Schauspieler
- Sawalha, Woroud (* 1991), palästinensische Leichtathletin
- Sawalhy, Seham (* 1991), ägyptische Taekwondoin
- Sawalischin, Dmitri Irinarchowitsch (1804–1892), russischer Marineoffizier, Dekabrist und Autor
- Sawall, Walter (1899–1953), deutscher Radrennfahrer
- Sawall, Willi (* 1941), australischer Geher
- Sawallisch, Annett (* 1978), deutsche Schauspielerin
- Sawallisch, Wolfgang (1923–2013), deutscher Dirigent und PianistWolfgang Sawallisch (1923–2013)

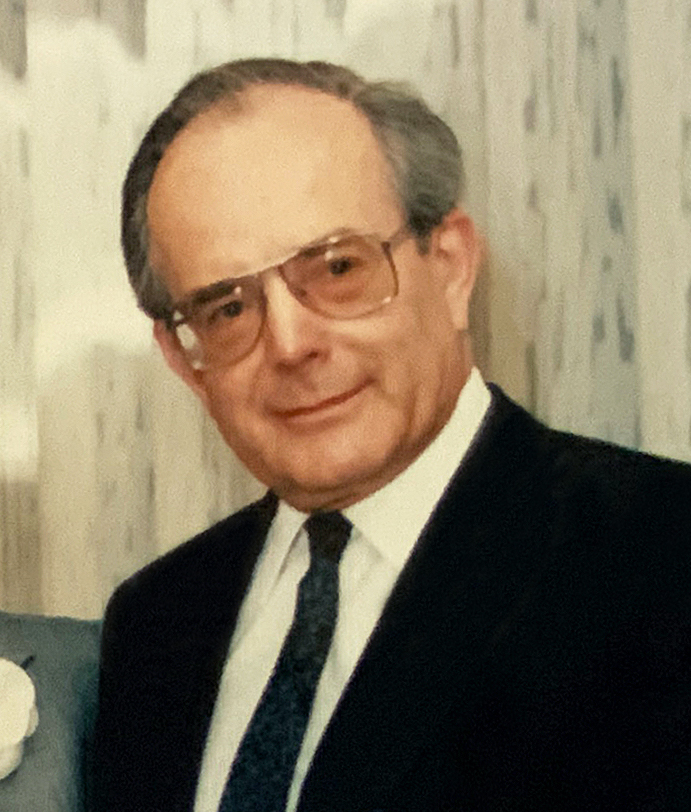
Wolfgang Sawallisch (1923–2013)

- Sawalnjuk, Wjatscheslaw (* 1974), ukrainischer Eishockeyspieler
- Sawamatsu, Kazuko (* 1951), japanische Tennisspielerin
- Sawamatsu, Naoko (* 1973), japanische Tennisspielerin
- Sawamoto, Mitsuo (* 1951), japanischer Chemiker
- Sawan, Wael (* 1974), libanesisch-kanadischer Manager
- Sawan, Zbigniew (1904–1984), polnischer Schauspieler bei Bühne und Film sowie ein Bühnenregisseur und Theaterleiter
- Sawaneh, Ebrahima (* 1986), gambischer Fußballspieler
- Sawaneh, Hawa (* 2002), französisch-gambische Leichtathletin
- Sawaneh, Saffie (* 1988), gambische Beachvolleyballspielerin
- Sawaneh, Sise (1993–2019), gambische Journalistin und Frauenrechtsaktivistin
- Sawanjuk, Anton (1921–2005), belarussischer Kriegsverbrecher
- Sawano, Daichi (* 1980), japanischer Stabhochspringer
- Sawano, Hiroyuki (* 1980), japanischer Komponist
- Sawanobori, Masaaki (* 1970), japanischer Fußballspieler
- Sawant, Kshama (* 1973), indischstämmige US-amerikanische Politikerin
- Sawant, Prajakta (* 1992), indische Badmintonspielerin
- Sawant, Pramod (* 1973), indischer Politiker
- Sawant, Rakhi (* 1978), indische Schauspielerin, Tänzerin und Politikerin
- Sawaram, Amrita (* 1980), mauritische Badmintonspielerin
- Saward, Michael (* 1960), australischer Politikwissenschaftler
- Saward, Ricky (* 1989), deutscher Koch
- Sawarenskaja, Tatjana Fjodorowna (1923–2003), sowjetische Architektin, Architekturhistorikerin, Stadtplanerin und Hochschullehrerin
- Sawarenski, Fjodor Petrowitsch (1881–1946), russischer Hydrogeologe, Ingenieurgeologe und Hochschullehrer
- Sawarizki, Alexander Nikolajewitsch (1884–1952), russischer Geologe und Vulkanologe
- Sawarow, Oleksandr (* 1961), ukrainischer Fußballspieler
- Sawarsina, Aljona Igorewna (* 1989), russische Snowboarderin
- Sawaruchin, Alexei Borissowitsch (* 1980), russischer Eishockeyspieler
- Sawaruchin, Nikolai Nikolajewitsch (* 1975), russischer Eishockeyspieler
- Sawashiro, Miyuki (* 1985), japanische Synchronsprecherin (Seiyū)
- Sawatzki, Albin (1909–1945), deutscher Betriebsleiter bei den Henschel-Werken
- Sawatzki, Andrea (* 1963), deutsche Schauspielerin und AutorinAndrea Sawatzki (* 1963)

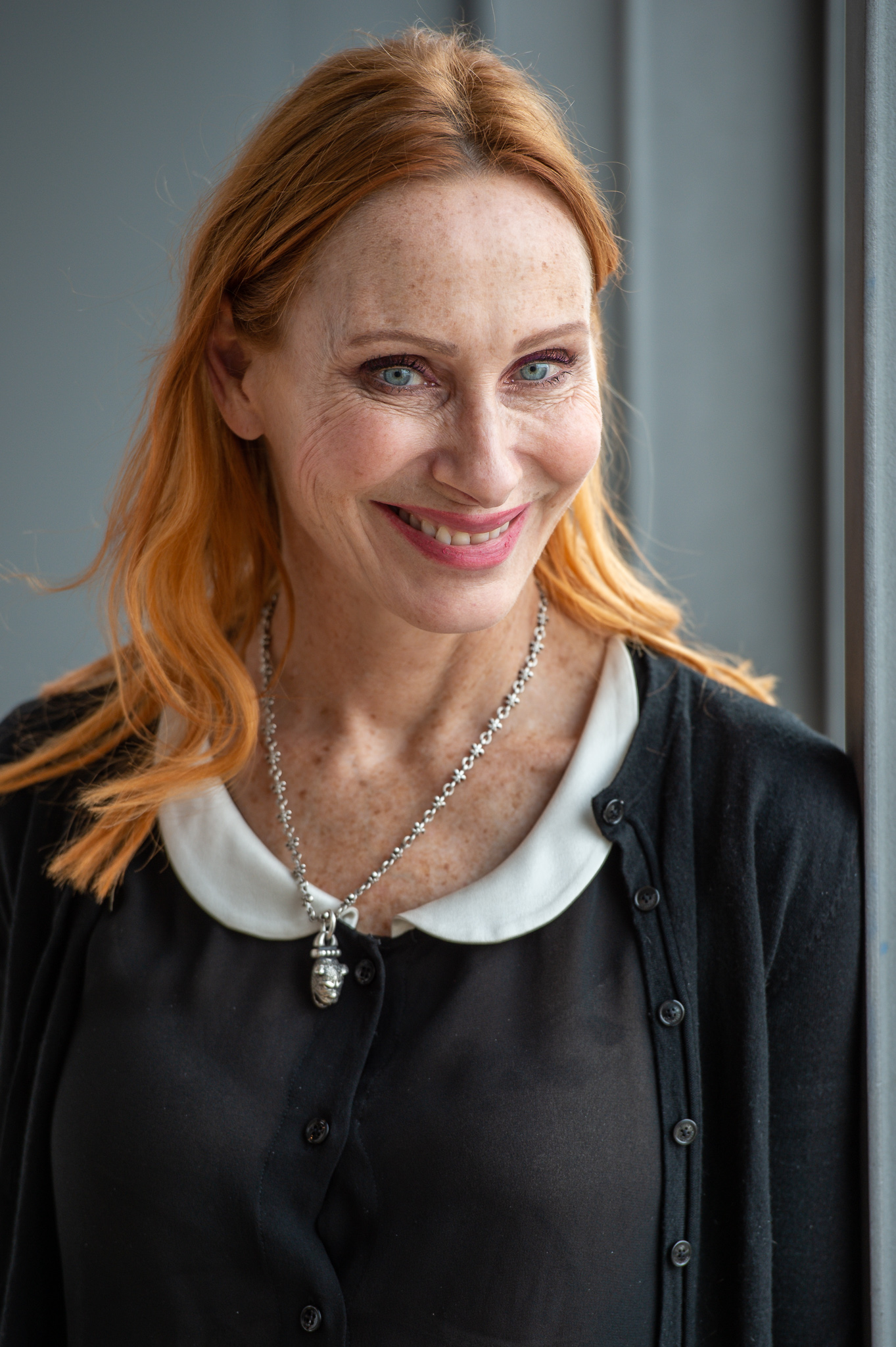
Andrea Sawatzki (* 1963)

- Sawatzki, Anton (1873–1934), deutscher Pfarrer und Politiker (Zentrum), MdL
- Sawatzki, Dieter (* 1957), deutscher Designer, Autor, Künstler und Unternehmer
- Sawatzki, Günther (1906–1978), deutscher Journalist und Drehbuchautor
- Sawatzki, Marion (* 1957), deutsche Synchronsprecherin
- Sawatzki, Nico (* 1984), deutscher Künstler
- Sawatzki, Nina (* 1954), sowjetisch-deutsche Volleyballspielerin
- Sawatzki, Willi Rudolf (1919–1998), deutscher SS-Oberscharführer im KZ Auschwitz
- Sawatzky, Bradley (* 1974), kanadischer Schauspieler
- Sawatzky, George A. (* 1942), kanadisch-niederländischer Festkörperphysiker
- Sawatzky, Gerhard (1901–1944), russlanddeutscher Schriftsteller
- Sawaya, Ami (* 1999), japanische Nordische Kombiniererin
- Sawaya, Nathan (* 1973), amerikanischer Künstler
- Sawaya, Natsuka (* 1989), japanische Skispringerin
- Sawayama, Rina (* 1990), Singer-Songwriterin, Model und SchauspielerinRina Sawayama (* 1990)

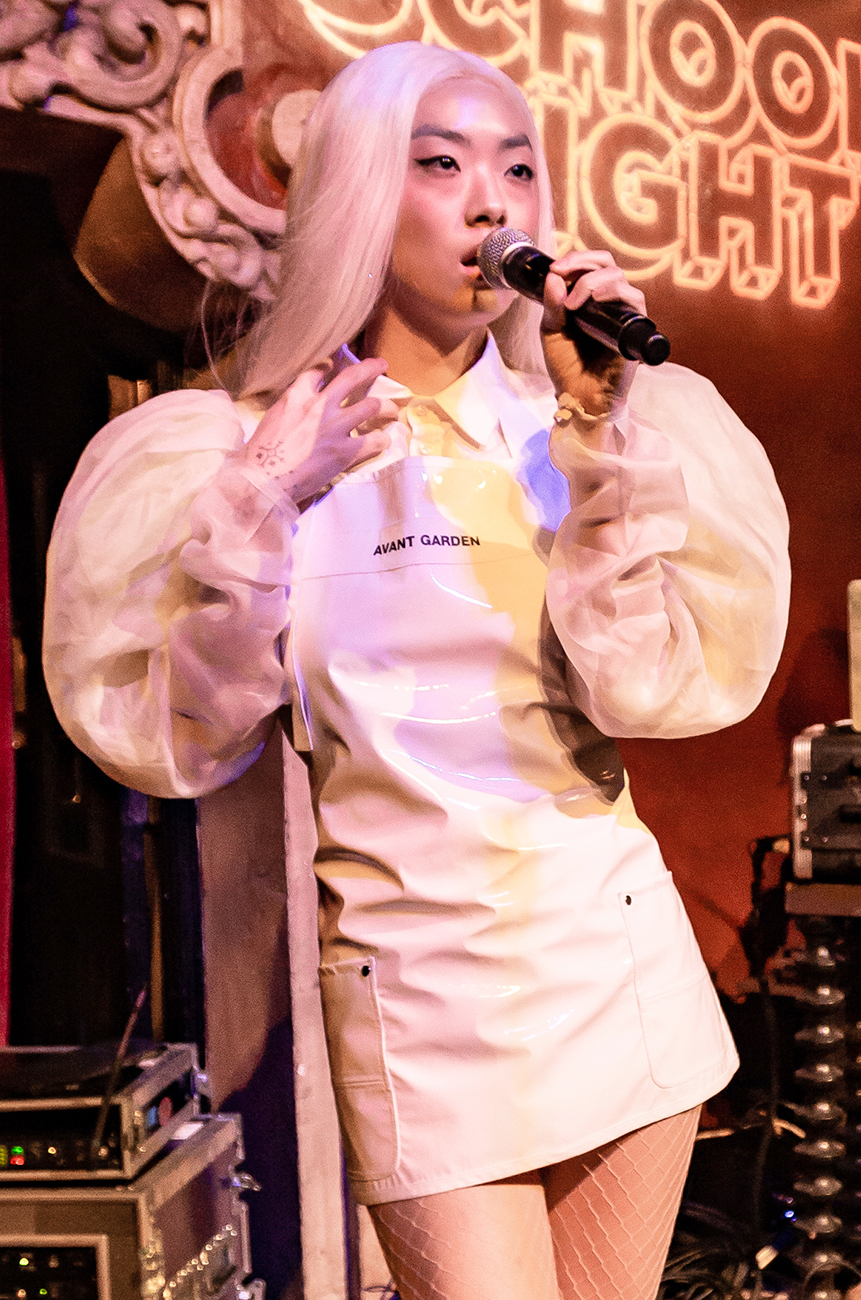
Rina Sawayama (* 1990)

- Sawayanagi, Masatarō (1865–1927), japanischer Pädagoge
- Sawayanagi, Riko (* 1994), japanische Tennisspielerin
- Sawazka, Katarina (* 2000), ukrainische Tennisspielerin

### Sawb
- Sawbridge, Janet (1947–2021), britische Eiskunstläuferin

### Sawc
- Sawchuk, Terry (1929–1970), kanadischer Eishockeytorwart
- Sawczuk, Piotr (* 1962), polnischer Geistlicher und römisch-katholischer Bischof von Drohiczyn
- Sawczynski, Alexander (1924–1985), österreichischer Filmarchitekt

### Sawd
- Sawda bint Zamʿah, Frau des Propheten Muḥammads

### Sawe
- Sawe, Mathew (* 1988), kenianischer Hochspringer und Rekordinhaber des Landesrekordes
- Sawe, Sabastian (* 1996), kenianischer Langstreckenläufer
- Saweetie (* 1993), US-amerikanische Sängerin und RapperinSaweetie (* 1993)

Saweetie (* 1993)

- Saweljew, Andrei Nikolajewitsch (* 1962), russischer Politiker, Nationalist und Schriftsteller
- Saweljew, Oleg Genrichowitsch (* 1965), russischer Politiker
- Saweljew, Sergei Petrowitsch (1948–2005), russischer Skilangläufer
- Saweljew, Witali Gennadjewitsch (* 1954), russischer Geschäftsmann und Verkehrsminister
- Saweljew, Wladimir Dmitrijewitsch (1899–1956), sowjetischer Schauspieler
- Saweljewa, Eleonora Anatoljewna (* 1937), sowjetisch-russische Historikerin, Archäologin und Hochschullehrerin
- Saweljewa, Jelena Wladimirowna (* 1984), russische Boxerin
- Saweljewa, Ljudmila Michailowna (* 1942), russische Schauspielerin
- Sawenjagin, Awraami Pawlowitsch (1901–1956), sowjetischer Metallurg und Politiker
- Sawenka, Ina (* 1994), belarussische Radsportlerin
- Sawenko, Bohdan (* 1974), ukrainischer Eishockeyspieler und -trainer
- Sawenkow, Andrei (* 1975), kasachischer Eishockeyspieler
- Sawenkow, Iwan Timofejewitsch (1846–1914), russischer Physiklehrer, Archäologe und Schachspieler
- Sawenkow, Konstantin (* 1990), kasachischer Eishockeyspieler
- Sawer, David (* 1961), britischer Komponist
- Sawers, John (* 1955), britischer Diplomat
- Säwert, Karl (1888–1962), deutscher Landschaftsmaler
- Sawettabut, Suthasini (* 1994), thailändische Tischtennisspielerin

### Sawg
- Sawgajew, Achmed Gapurowitsch (1946–2002), tscheteschenisch-russischer Politiker und Staatsmann

### Sawh
- Sawh, Satyadeow (1955–2006), guyanischer Politiker
- Sawhney, Nitin (* 1964), britischer Musiker indischer Herkunft sowie Komponist, DJ und Produzent

### Sawi
- Sawi, Martin (* 1999), südsudanesischer Fußballspieler
- Sawicki, Adam (1887–1968), polnischer Geistlicher
- Sawicki, Damian (* 1983), polnischer Automobilrennfahrer
- Sawicki, Franz (1877–1952), deutsch-polnischer Theologieprofessor
- Sawicki, Jaclyn (* 1992), kanadisch-philippinische Fußballspielerin
- Sawicki, Jerzy (1910–1967), polnischer Strafrechtler
- Sawicki, Kuba, polnischer Snookerspieler
- Sawicki, Marek (* 1958), polnischer Politiker, Mitglied des Sejm, Minister für Landwirtschaft und Dorfentwicklung in der Regierung von Donald Tusk
- Sawicki, Mikołaj (* 2005), polnischer Fußballspieler
- Sawicki, Otto (1932–2016), deutscher Theaterschauspieler und Regisseur
- Sawicki, Peter (* 1957), deutscher Arzt und Medizinwissenschaftler
- Sawid, Statthalter von Nowgorod
- Sawieh, Jonathan (* 1975), liberianischer Fußballspieler
- Sawin, Alexander Borissowitsch (* 1957), russischer Volleyballspieler
- Sawin, Anatoli Iwanowitsch (1920–2016), sowjetisch-russischer Kybernetiker, Informatiker und Hochschullehrer
- Sawin, Guri Nikolajewitsch (1907–1975), ukrainisch-sowjetischer Ingenieurwissenschaftler
- Sawin, Iwan Anatoljewitsch (* 1981), russischer Eishockeyspieler
- Sawin, Jewgeni Leonidowitsch (* 1984), russischer Fußballspieler
- Sawin, Michail Iwanowitsch (1915–2006), sowjetischer Kriegsfotograf
- Sawin, Pjotr Nikolajewitsch (1906–1981), sowjetischer Schauspieler
- Sawin, Waleri (* 1951), sowjetischer Skispringer
- Sawin, Wassili Wassiljewitsch (* 1967), russischer Nordischer Kombinierer
- Sawin, Will (* 1993), US-amerikanischer Mathematiker
- Sawin, Witali (* 1966), kasachischer Sprinter und Olympiasieger
- Sawina, Anastassija Sergejewna (* 1992), russisch-französische Schachspielerin
- Sawina, Nina (* 1993), belarussische Langstreckenläuferin
- Sawina, Nina Wassiljewna (1915–1965), sowjetische Kanutin
- Sawina, Walentina Sergejewna (* 1943), sowjetische Radrennfahrerin
- Sawinkow, Boris Wiktorowitsch (1879–1925), russischer Politiker, Terrorist und Autor
- Sawinkowa, Galina Michailowna (* 1953), russische Diskuswerferin
- Sawinowa, Marija Sergejewna (* 1985), russische Mittelstreckenläuferin
- Sawinski, Alexander Alexandrowitsch (1868–1931), zaristischer Botschafter
- Sawinsky, Johann Albert (1884–1960), deutscher Unternehmer
- Sawinych, Walerija Dmitrijewna (* 1991), russische Tennisspielerin
- Sawinych, Wiktor Petrowitsch (* 1940), sowjetischer Kosmonaut, Ingenieur
- Sawiris, Naguib (* 1954), ägyptischer Unternehmer und Vorstandsvorsitzender des Telekommunikationsunternehmens Orascom
- Sawiris, Nassef (* 1961), ägyptischer Unternehmer
- Sawiris, Onsi (1930–2021), ägyptischer Geschäftsmann
- Sawiris, Samih (* 1957), ägyptischer UnternehmerSamih Sawiris (* 1957)

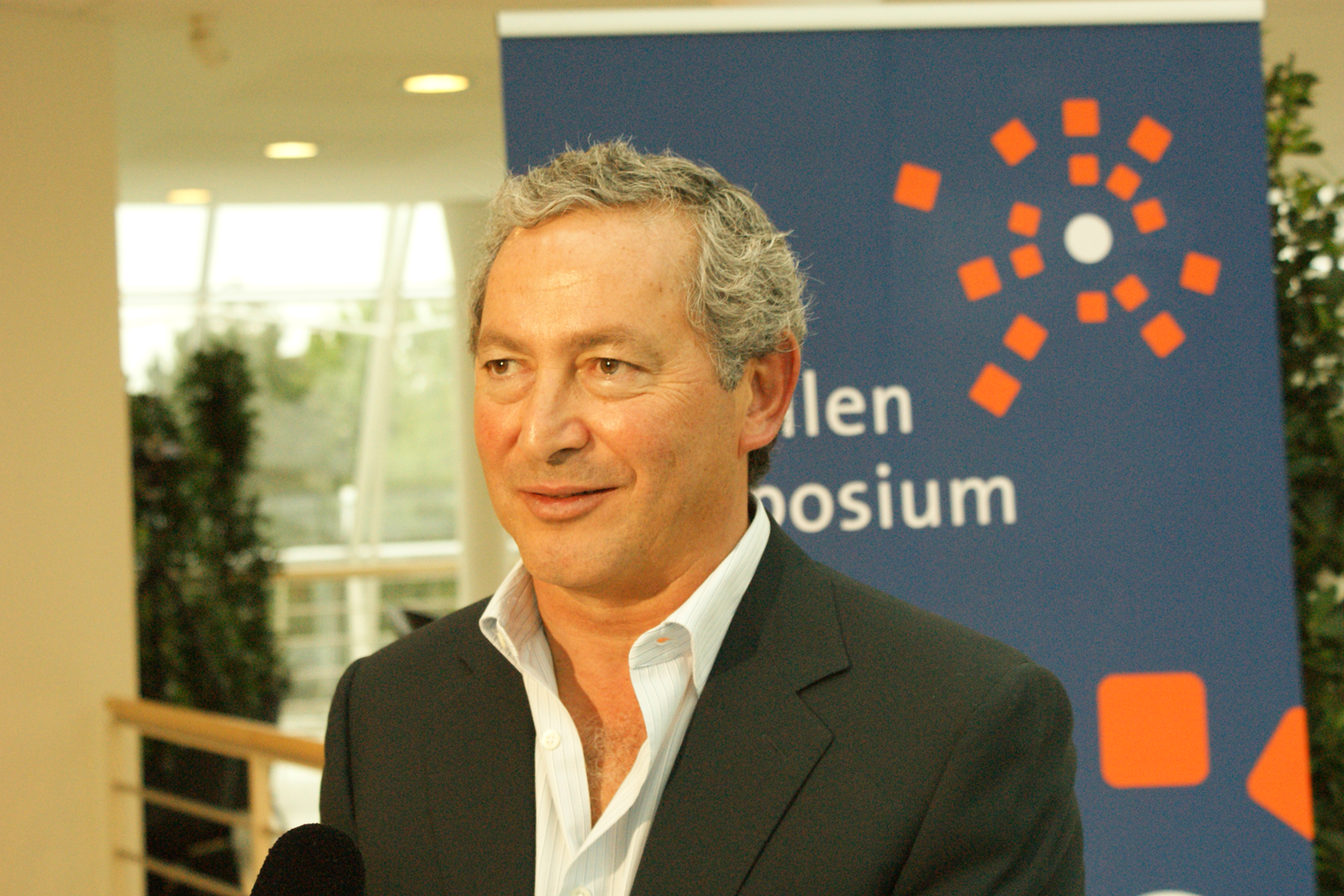
Samih Sawiris (* 1957)

- Sawirus ibn al-Muqaffa', koptischer Bischof, Autor
- Şawîs, Roj Nûrî (1947–2021), irakischer Politiker
- Sawitajew, Alexei Alexandrowitsch (1900–1979), russisch-sowjetischer Maschinenbauingenieur
- Sawitsch, Alexei Nikolajewitsch (1810–1883), russischer Physiker und Hochschullehrer
- Sawitsch, Owadi Gerzewitsch (1896–1967), sowjetischer Schriftsteller, Journalist und literarischer Übersetzer
- Sawitsch-Ljubizkaja, Lidija Iwanowna (1886–1982), sowjetische Bryologin
- Sawitschew, Juri Nikolajewitsch (* 1965), sowjetischer Fußballspieler
- Sawitschewa, Julija Stanislawowna (* 1987), russische Popsängerin
- Sawitschewa, Tatjana Nikolajewna (1930–1944), russische Tagebuch-Autorin
- Sawitzki, Günter (1932–2020), deutscher Fußballtorwart
- Sawitzky, Walter (1892–1950), deutsch-baltischer Schriftsteller und Journalist
- Sawizkaja, Swetlana Jewgenjewna (* 1948), sowjetische KosmonautinSwetlana Jewgenjewna Sawizkaja (* 1948)

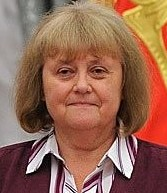
Swetlana Jewgenjewna Sawizkaja (* 1948)

- Sawizki, Igor Witaljewitsch (1915–1984), sowjetischer Maler, Archäologe und Sammler, vor allem der Avantgarde-Kunst
- Sawizki, Iwan Alexandrowitsch (* 1992), russischer Radrennfahrer
- Sawizki, Jan (* 1987), kasachischer Biathlet
- Sawizki, Jewgeni Jakowlewitsch (1910–1990), sowjetischer Pilot
- Sawizki, Jewgeni Michailowitsch (1912–1984), russischer Physikochemiker, Metallkundler und Hochschullehrer
- Sawizki, Konstantin Apollonowitsch (1844–1905), russischer Maler

### Sawj
- Sawjalow, Alexander Alexandrowitsch (* 1955), sowjetischer Skilangläufer
- Sawjalow, Sergei Alexandrowitsch (* 1958), russischer Dichter und Essayist
- Sawjalow, Wladimir Igorewitsch (* 1952), russischer Historiker und Archäologe
- Sawjalowa, Ljubow (* 1949), sowjetische Leichtathletin
- Sawjalowa, Olga Wiktorowna (* 1972), russische Skilangläuferin

### Sawk
- Sawka, Karolina (* 1991), polnische Schauspielerin
- Sawka, Marjana (* 1973), ukrainische Schriftstellerin, Dichterin, Essayistin
- Sawko, Waleri Wassiljewitsch (1967–2012), sowjetisch-russischer Handballspieler

### Sawl
- Sawlewytsch, Hennadij (* 1947), ukrainischer Dreispringer
- Sawley, George (1903–1967), US-amerikanischer Artdirector und Szenenbildner
- Sawlu (1038–1084), König von Bagan

### Sawo
- Sawo, Malang A. K., gambischer Politiker
- Sawodny, Wolfgang (1934–2018), deutscher Chemiker und Musikwissenschaftler
- Sawoiko, Wassili Stepanowitsch (1812–1898), Admiral der Kaiserlich Russischen Marine
- Sawoiski, Jewgeni Konstantinowitsch (1907–1976), russischer Physiker
- Sawojarow, Michail Nikolajewitsch (1876–1941), russischer Chansonnier, Komponist, Dichter und Mim-Exzentriker
- Sawolajnen, Mykola (* 1980), ukrainischer Dreispringer
- Sawon, Wolodymyr (1940–2005), ukrainischer Schachmeister und Trainer
- Sawonenkow, Grigori Michailowitsch (1898–1975), sowjetischer Generaloberst, Botschafter in Finnland
- Saworotnjuk, Anastassija Jurjewna (1971–2024), russische SchauspielerinAnastassija Jurjewna Saworotnjuk (1971–2024)

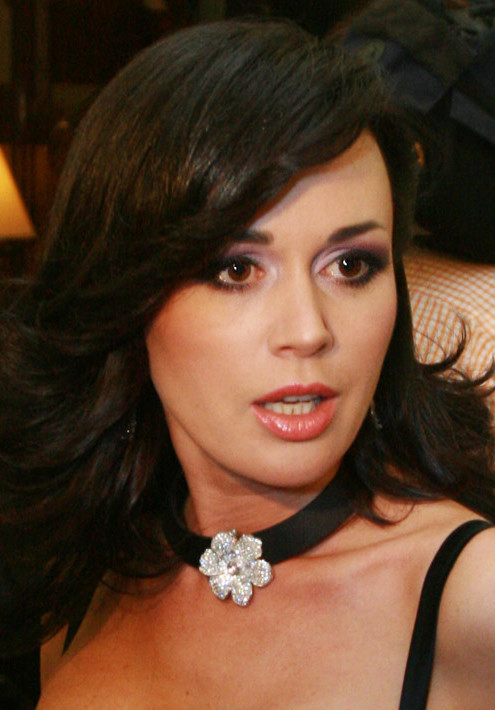
Anastassija Jurjewna Saworotnjuk (1971–2024)

- Sawosch, Carsten (* 1968), deutscher Politiker (Piratenpartei)
- Sawossik, Karina (* 1989), belarussische Biathletin
- Sawossin, Wjatscheslaw Iwanowitsch (1938–2014), sowjetisch-russischer Künstler und Grafiker
- Sawostin, Boris Alexandrowitsch (1936–2001), sowjetischer Radrennfahrer
- Sawotschkin, Igor Jurjewitsch (1963–2021), russischer Schauspieler und Hörfunkmoderator
- Sawow, Petar (* 1988), bulgarischer Naturbahnrodler
- Sawowa, Andrea (* 2000), bulgarische Leichtathletin

### Sawr
- Sawranska, Jewhenija (* 1984), ukrainische Tennisspielerin
- Sawrasenko, Alexei Dmitrijewitsch (* 1979), russischer Basketballspieler
- Sawrassow, Alexei Kondratjewitsch (1830–1897), russischer Landschaftsmaler
- Sawriewi, Kiriak (1891–1978), georgischer Bauingenieur und Hochschullehrer
- Sawrulina, Ljudmila Nikolajewna (* 1951), sowjetische Eisschnellläuferin
- Sawrymowicz, Mateusz (* 1987), polnischer Schwimmer

### Sawt
- Sawtell, Cassandra (* 1997), kanadische Schauspielerin
- Sawtell, Paul (1906–1971), US-amerikanischer Komponist
- Sawtelle, Cullen (1805–1887), US-amerikanischer Politiker
- Sawtschenko, Alexei (* 1983), kasachischer Eishockeyspieler
- Sawtschenko, Boris Wladimirowitsch (* 1986), russischer Schachspieler
- Sawtschenko, Filipp Andrejewitsch (* 1991), russischer Eishockeyspieler
- Sawtschenko, Igor Andrejewitsch (1906–1950), sowjetischer Filmregisseur und Drehbuchautor
- Sawtschenko, Jakiw (1890–1937), ukrainischer Dichter, Literaturkritiker und Essayist
- Sawtschenko, Jakow Fjodorowitsch (1913–1984), ukrainisch-sowjetischer Chemiker
- Sawtschenko, Nadija (* 1981), ukrainische Oberleutnantin der Ukrainischen StreitkräfteNadija Sawtschenko (* 1981)

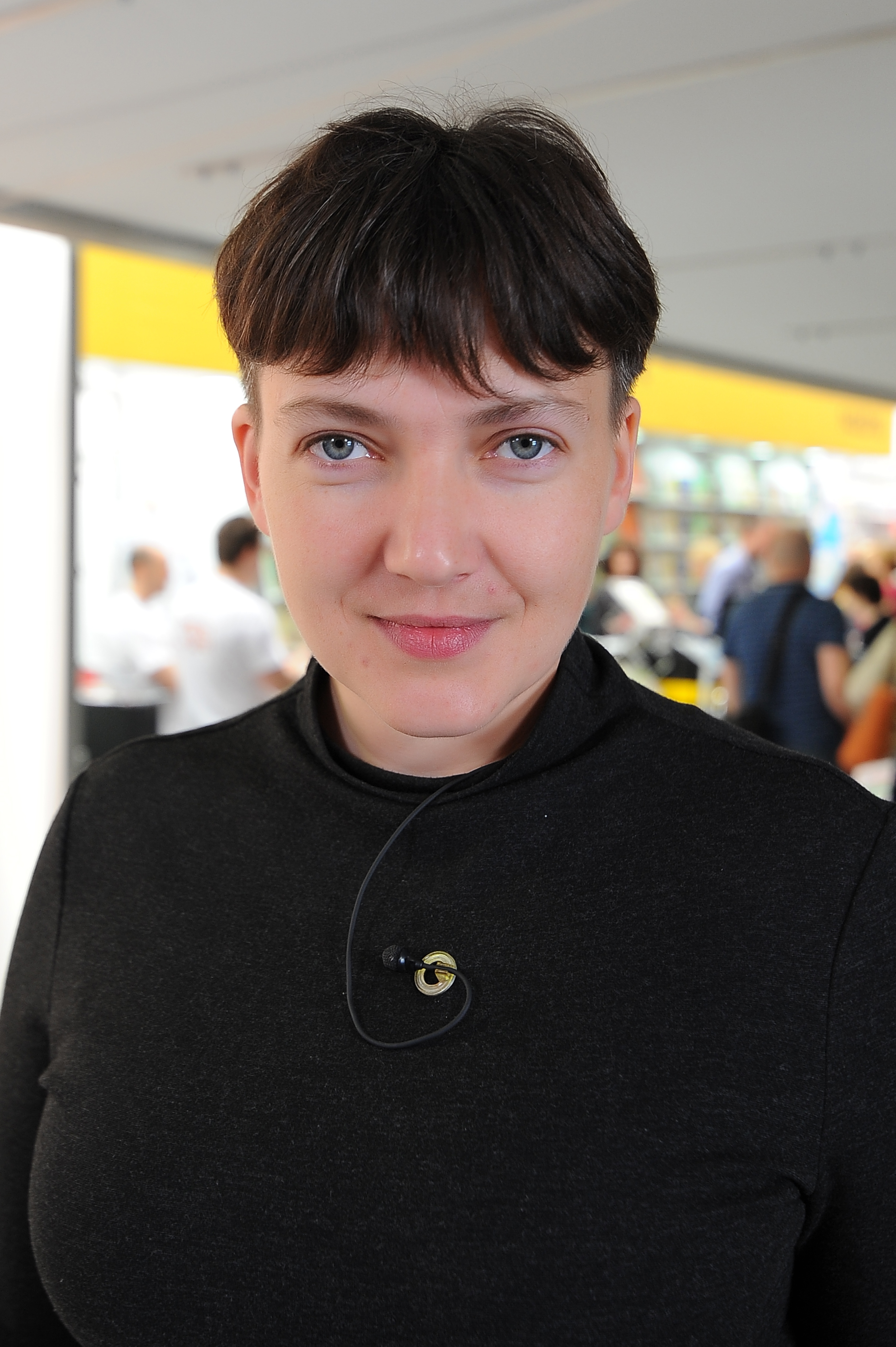
Nadija Sawtschenko (* 1981)

- Sawtschenko, Roman (* 1988), kasachischer Eishockeyspieler
- Sawtschenko, Stanislaw (* 1967), ukrainischer Schachgroßmeister
- Sawtschenko, Wiktor Grigorjewitsch (* 1952), sowjetischer Boxer
- Sawtschenko, Wladimir Iwanowitsch (1933–2005), russisch-ukrainischer Science-Fiction-Autor
- Sawtschenkowa, Walentina Alexandrowna (* 1983), russische Fußballspielerin
- Sawtschew, Atanas (* 1946), bulgarischer Radrennfahrer
- Sawtschuk, Anastassija (* 1996), ukrainische Synchronschwimmerin
- Sawtschuk, Boris (* 1943), sowjetischer Sprinter
- Sawtschuk, Olha (* 1987), ukrainische Tennisspielerin

### Sawu
- Sawu, Agent (* 1971), simbabwischer Fußballspieler
- Sawuschkina, Nina Iwanowna (1929–1993), sowjetisch-russische Folkloristin und Hochschullehrerin

### Saww
- Sawwidi, Iwan Ignatjewitsch (* 1959), russisch-griechischer UnternehmerIwan Ignatjewitsch Sawwidi (* 1959)

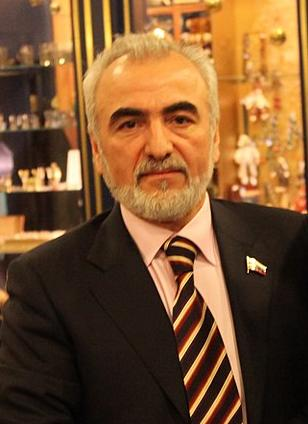
Iwan Ignatjewitsch Sawwidi (* 1959)

- Sawwina, Ija Sergejewna (1936–2011), sowjetische und russische Schauspielerin

### Sawy
- Sawy, Abdullah El- (* 1971), ägyptischer Fußballspieler
- Sawy, Tamer El (* 1972), ägyptischer Tennisspieler
- Sawyer, Amos (1945–2022), liberianischer Politiker, Präsident Liberias (1990–1994)
- Sawyer, Anthony (* 1980), britischer Skeletonpilot und Zehnkämpfer
- Sawyer, Caroline M. (1812–1894), US-amerikanische Schriftstellerin und Herausgeberin
- Sawyer, Charles H. (1840–1908), US-amerikanischer Politiker
- Sawyer, Charles W. (1887–1979), US-amerikanischer Politiker
- Sawyer, Chris (* 1967), britischer Computerspiel-Entwickler
- Sawyer, Connie (1912–2018), US-amerikanische Schauspielerin
- Sawyer, Daniel (1882–1937), US-amerikanischer Golfer
- Sawyer, David H. (1936–1995), US-amerikanischer Politischer Berater und Dokumentarfilmer
- Sawyer, Diane (* 1945), US-amerikanische TV-Journalistin und ModeratorinDiane Sawyer (* 1945)

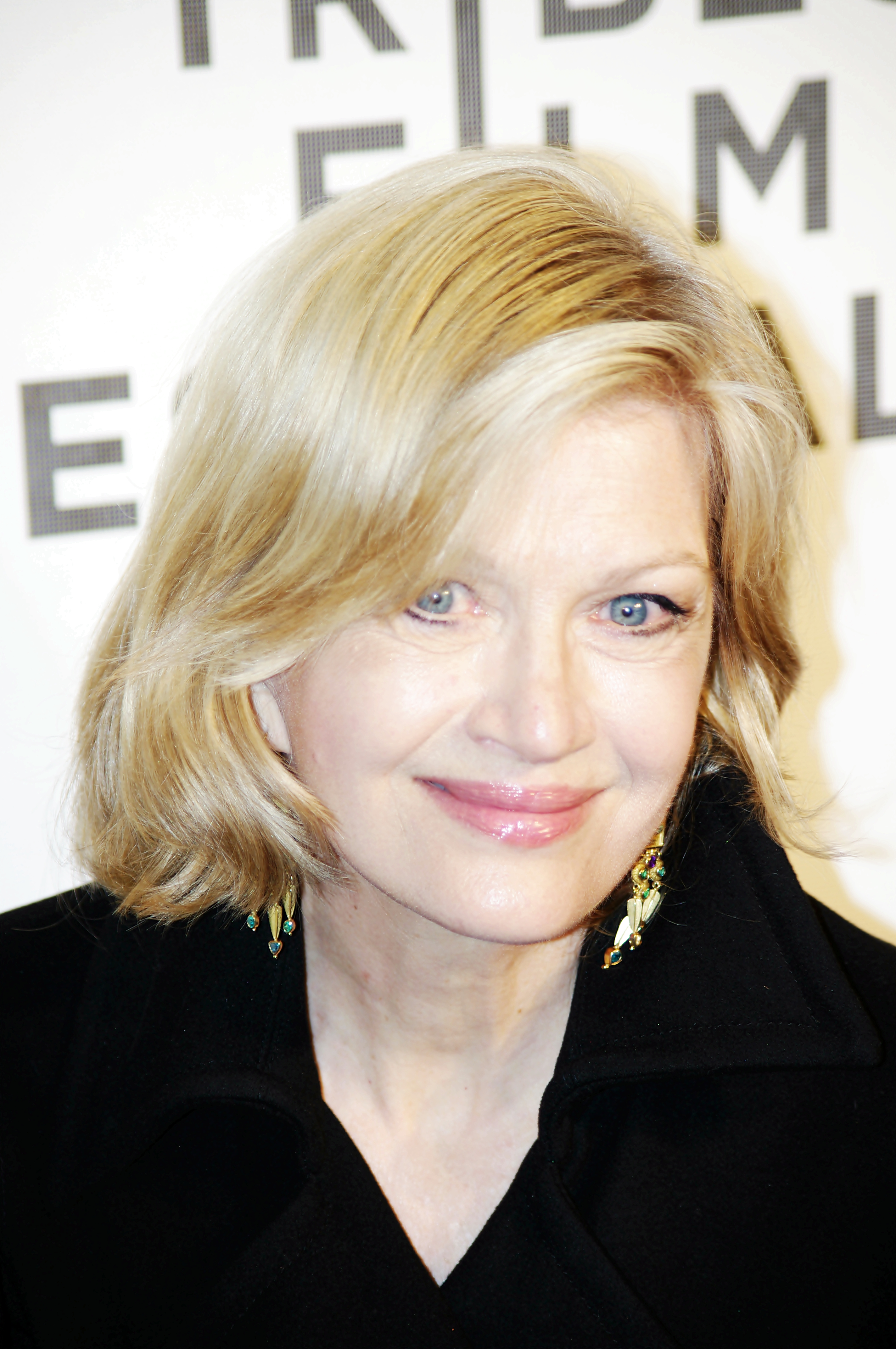
Diane Sawyer (* 1945)

- Sawyer, Eugene (1934–2008), US-amerikanischer Kommunalpolitiker, Bürgermeister von Chicago
- Sawyer, Frederick A. (1822–1891), US-amerikanischer Politiker
- Sawyer, Gertrude (1895–1996), US-amerikanische Architektin
- Sawyer, Gordon (1905–1980), US-amerikanischer Sound Director
- Sawyer, Grant (1918–1996), US-amerikanischer Politiker
- Sawyer, Harold S. (1920–2003), US-amerikanischer Politiker
- Sawyer, Joan, Filmproduzentin und Filmregisseurin
- Sawyer, Joe (1906–1982), kanadischer Filmschauspieler deutscher Herkunft
- Sawyer, John (1925–2015), amerikanischer Agrar-Unternehmer und NFL-Teambesitzer
- Sawyer, John G. (1825–1898), US-amerikanischer Politiker
- Sawyer, Joshua E. (* 1975), US-amerikanischer Computerspieldesigner
- Sawyer, Kat (* 1952), US-amerikanische Schauspielerin, Autorin, Ölmalerin und Yoga-Lehrerin
- Sawyer, Kevin (* 1974), kanadischer Eishockeyspieler und -trainer
- Sawyer, Lawrence, Baron Sawyer (1943–2025), britischer Gewerkschafter und Politiker
- Sawyer, Lemuel (1777–1852), US-amerikanischer Politiker
- Sawyer, Lewis E. (1867–1923), US-amerikanischer Politiker
- Sawyer, Lindsay, US-amerikanische Schauspielerin
- Sawyer, Philetus (1816–1900), US-amerikanischer Politiker
- Sawyer, Philip (* 1951), australischer Radrennfahrer
- Sawyer, Ralph D., US-amerikanischer Historiker und Experte für chinesische Militärgeschichte und chinesische Kriegsführung
- Sawyer, Ray (1937–2018), US-amerikanischer Musiker und SängerRay Sawyer (1937–2018)

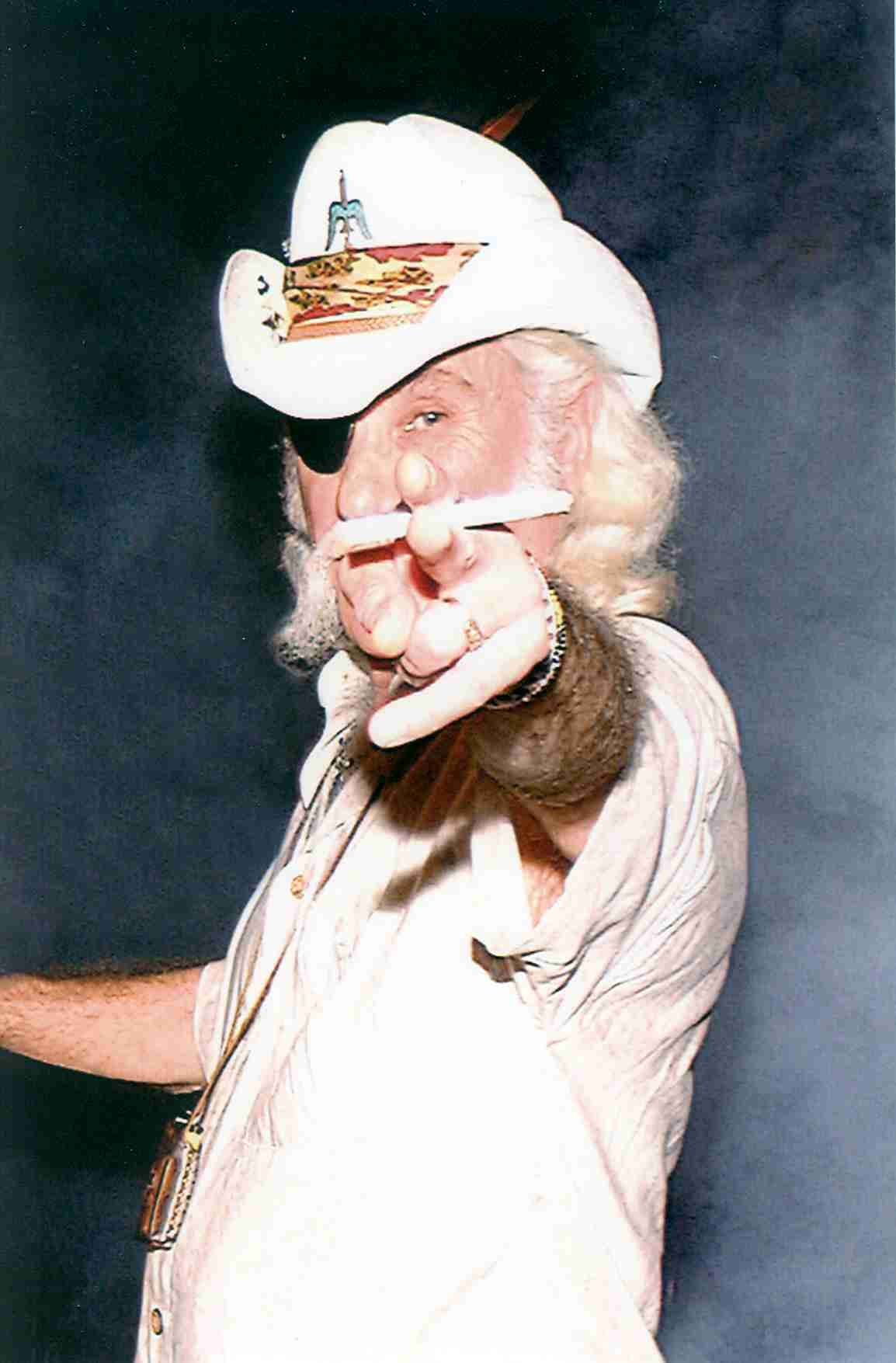
Ray Sawyer (1937–2018)

- Sawyer, Reuben H. (1866–1962), amerikanischer Geistlicher
- Sawyer, Robert J. (* 1960), kanadischer Autor
- Sawyer, Roy (1940–2021), englischer Fußballspieler
- Sawyer, Ryan (* 1976), US-amerikanischer Jazz- und Improvisationsmusiker
- Sawyer, Samuel Locke (1813–1890), US-amerikanischer Politiker
- Sawyer, Samuel Tredwell (1800–1865), US-amerikanischer Politiker
- Sawyer, Thomas C. (1945–2023), US-amerikanischer Politiker
- Sawyer, W. W. (1911–2008), englischer Mathematiker
- Sawyer, Willard (1808–1892), englischer Erfinder
- Sawyer, William (1803–1877), US-amerikanischer Politiker
- Sawyer, William E. (1850–1883), US-amerikanischer Elektroingenieur
- Sawyers, Charles L. (* 1959), US-amerikanischer Onkologe
- Sawyers, Jazmin (* 1994), britische Weitspringerin
- Sawyers, Parker (* 1984), US-amerikanischer Schauspieler und Synchronsprecher
- Sawyers, Romaine (* 1991), Fußballspieler von St. Kitts und Nevis
- Sawysna, Olena († 1654), ukrainische Nationalheldin
- Sawyzkyj, Dmytro (* 1990), ukrainischer Kugelstoßer